# Triumphtor (Potsdam)

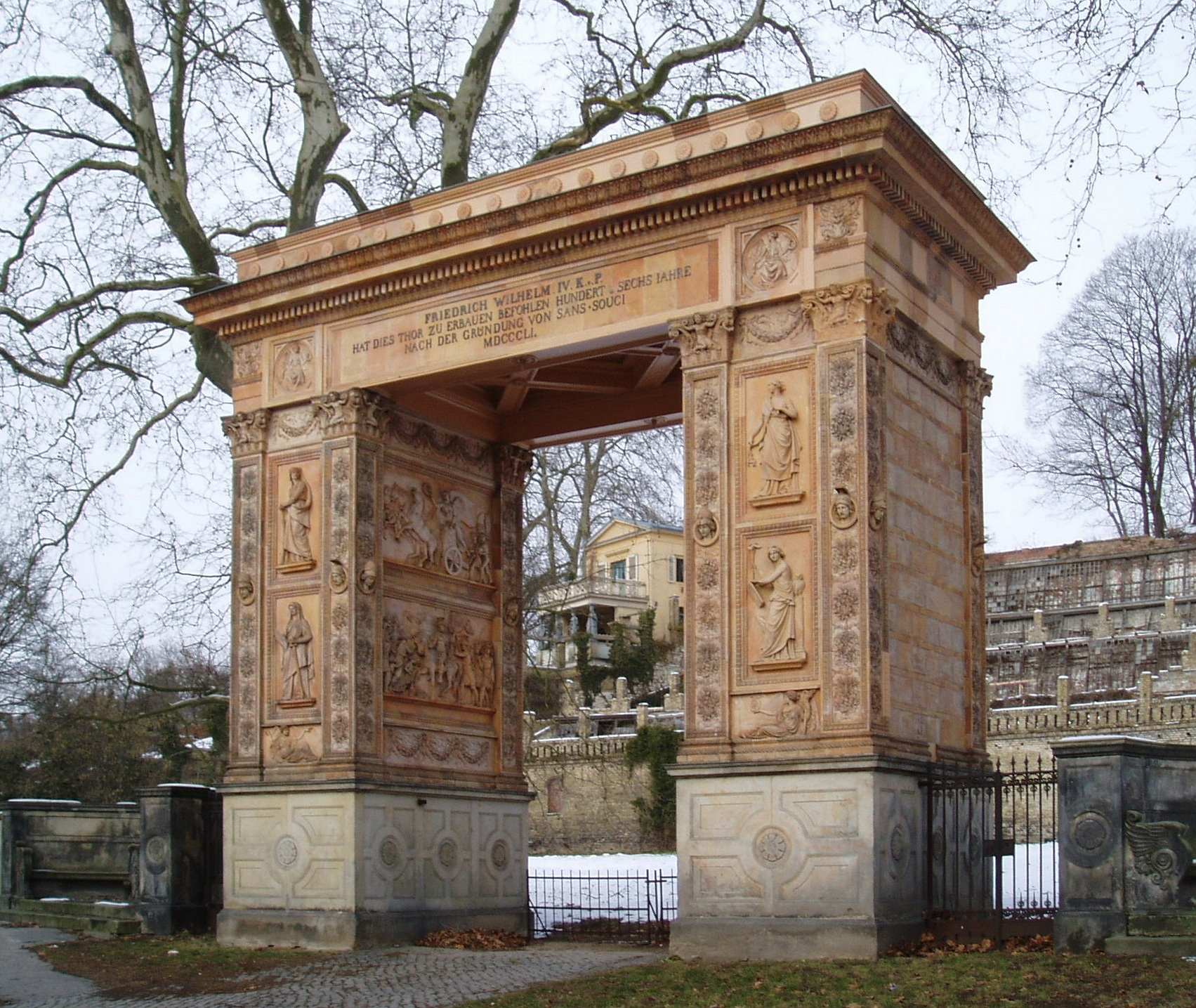
Triumphtor mit Blick auf das Winzerhaus

Das Triumphtor am Mühlenberg steht an der Ecke Schopenhauerstraße/Weinbergstraße im Norden Potsdams und stellt das Eingangsportal des Winzerbergs dar. Es wurde in den Jahren 1850/51 unter dem preußischen König Friedrich Wilhelm IV. errichtet und sollte den Beginn einer geplanten, aber nie realisierten Triumphstraße anzeigen. Die Entwürfe für das Portal fertigten die Architekten Friedrich August Stüler und Ludwig Ferdinand Hesse.

## Baugeschichte
Die Errichtung des Triumphtors steht im Zusammenhang mit einem Höhenstraßenprojekt, einer Triumphstraße, die vorhandene und geplante Aussichts- und Schlossgebäude am nördlichen Rand des Parks Sanssouci verbinden sollte. Vor allem aus finanziellen Gründen konnten von dem Projekt nur einige Teilabschnitte verwirklicht werden, unter anderem das Orangerieschloss, das Winzerhaus im italienisierenden Stil nach Entwürfen von Hesse und das Triumphtor. Eine auf dem Mühlenberg geplante Tempelanlage zum Andenken an Friedrich den Großen, zu der das Tor den Eingangsbereich bilden sollte, kam nicht zur Ausführung.

## Architektur
Als Vorbild wählte Friedrich Wilhelm IV. den Argentarierbogen am Forum Boarium in Rom, den das Kollegium der Geldwechsler und Rinderhändler 204 n. Chr. zu Ehren des Kaisers Septimius Severus und seiner Familie gestiftet hatte. Der Architravbau wurde im 12. Jahrhundert bei der Erweiterung der Kirche San Giorgio in Velabro teilweise in das Kirchengebäude einbezogen.

### Ausstattung

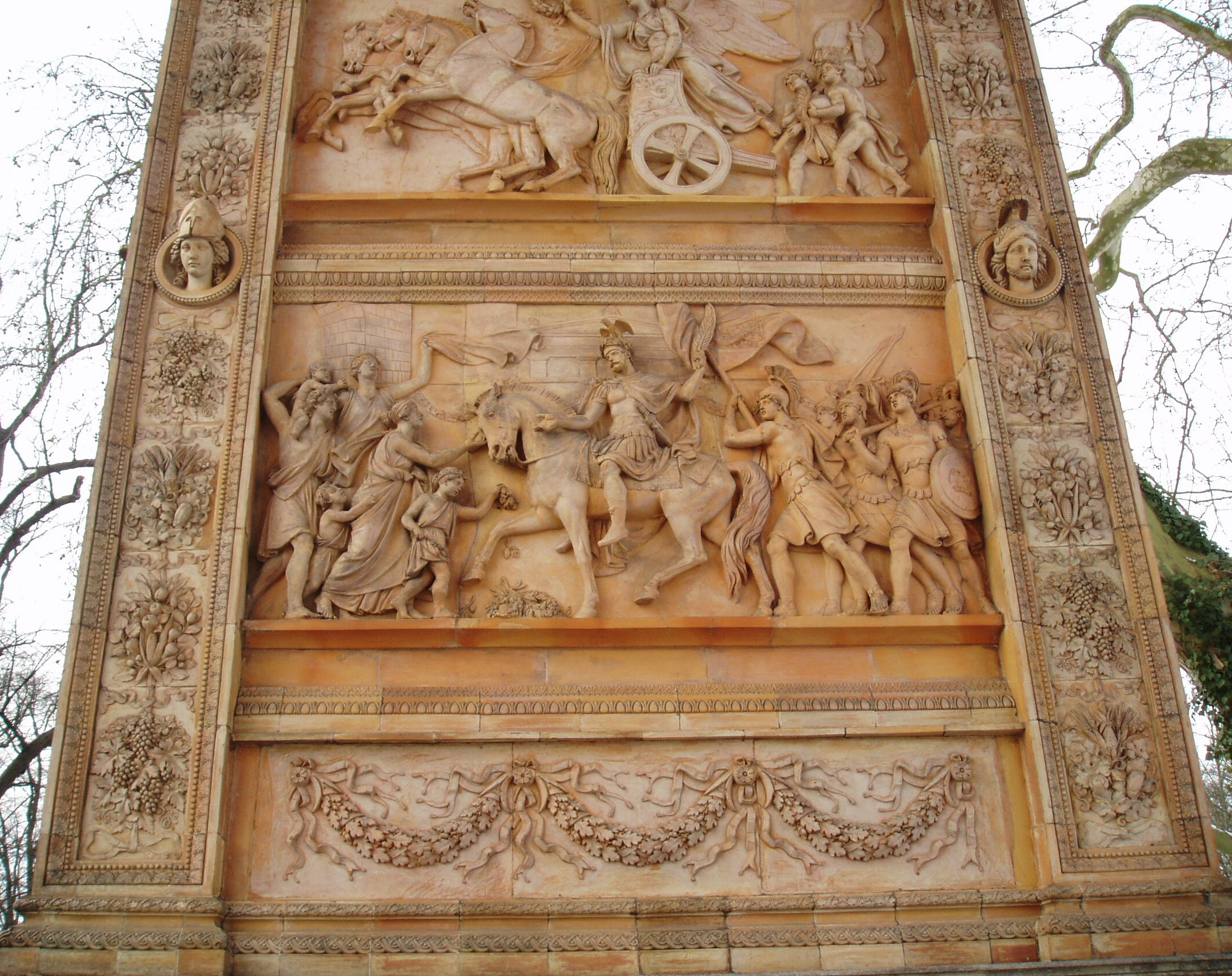
Reliefbilder an der Innenseite des Triumphtors

Das Potsdamer Triumphtor ist reich geschmückt. Es stellt in seiner Kombination von Formsteinen und Terrakottareliefs einen Höhepunkt der Backsteinbaukunst der Schinkelschule dar. Die Keramiken stammen aus den Werkstätten von Tobias Feilner und Ernst March, die Bildhauer Hermann Schievelbein und Gustav Bläser formten sie nach Modellen von Friedrich Wilhelm Dankberg.
Eine Inschrift an der Vorderseite über dem Durchgang stellt den Bezug zu dem auf der gegenüberliegenden Straßenseite beginnenden Ostteil des Parks und des Schlosses Sanssouci her:
Friedrich Wilhelm IV. K. v. P., hat dieses Thor zu erbauen befohlen Hundert und sechs Jahre nach der Gründung von Sans-Souci. MDCCCLI
Friedrich Wilhelm IV. widmete das Triumphtor seinem Bruder Wilhelm (I.), nach dem dieser den Badischen Aufstand im Sommer 1848 niedergeschlagen hatte. Darauf weist eine Inschrift über dem Durchgang auf der Weinbergseite hin:
Zu Ehren des Prinzen von Preußen, Friedrich Wilhelm Ludwig, des Feldherrn, der Führer und Krieger, welche den Aufruhr in der Rheinpfalz und in Baden besiegten. MDCCCXLIX

### Reliefbilder
Die Reliefbilder von Hermann Schievelbein an den Innenseiten des Triumphtors stellen den Auszug der Krieger und die Heimkehr des siegreichen Heeres dar. Die Arbeiten von Gustav Bläser zeigen Allegorien: auf der Gartenseite die Architektur, die Plastik, die Malerei und die Poesie, auf der Vorderseite die Stärke, die Gerechtigkeit, die Mäßigung und die Weisheit.
In den Jahren 1998 bis 2000 erfolgte eine schrittweise Restaurierung des Triumphtors. Die Arbeiten an den Terrakottareliefs führte der in Falkensee lebende Künstler Peter Dietrich aus.

### Allegorische Bildtafeln

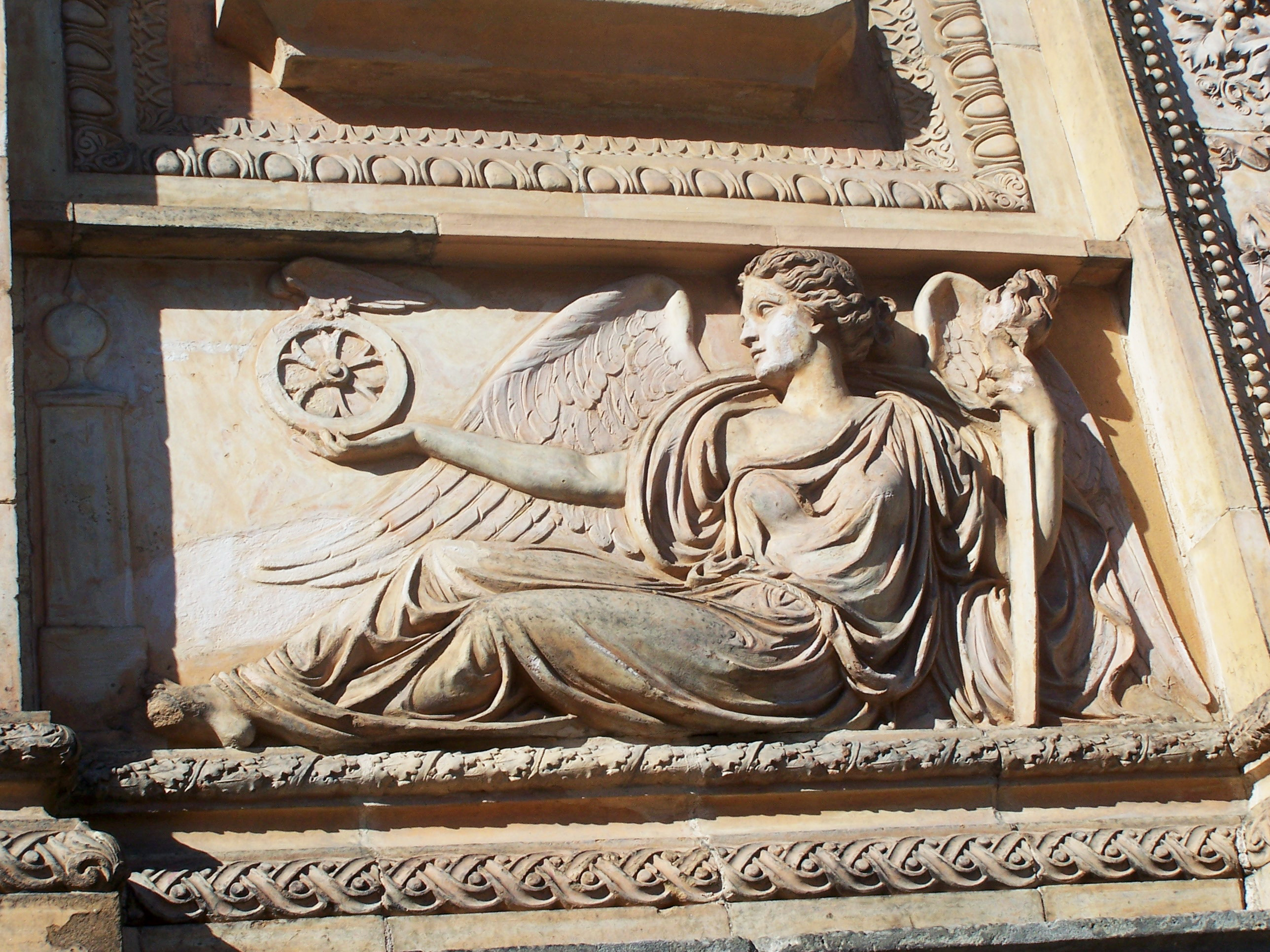
Allegorische Figur der Eisenbahn

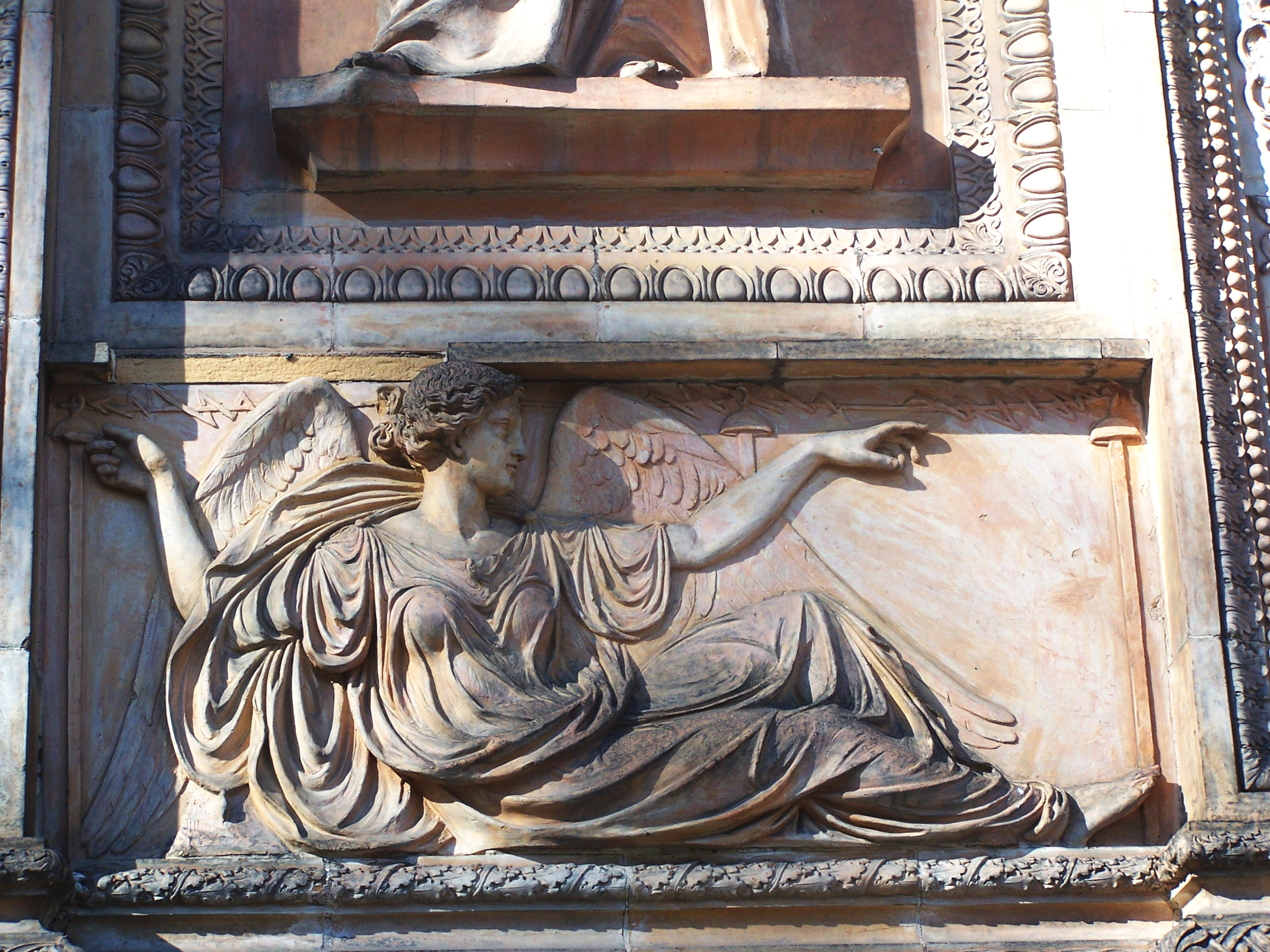
Allegorische Figur der Telegrafie

Die beiden Relieftafeln von Friedrich Wilhelm Dankberg auf der Vorderseite des Tores sind symmetrisch aufgebaut. Die Frauenfiguren sind in antiken Gewändern dargestellt. Beide Figuren tragen Flügel und Attribute, die ihre Bestimmung verraten.

#### Allegorie Eisenbahn
Die Figur hält in der linken Hand eine brennende Fackel als Zeichen für das Feuer, das im Kessel der Lokomotive die Dampfkraft hervorbringt, welche die schnelle Fortbewegung ermöglicht. In der Hand des ausgestreckten rechten Arms hält sie ein geflügeltes Rad, das, wie die am linken Bildrand angedeutete Meilensäule, für die Entfernung steht, die mit dem neuen Verkehrsmittel überwunden werden kann. Das geflügelte Rad, das hier als Dingsymbol erstmals auftritt, ist in der Folgezeit „zum weltweiten Symbol für die Eisenbahn“ geworden.

#### Allegorie Telegrafie
Im Hintergrund sieht man drei Isolatorenstangen, die durch einen blitzumzuckten Telegrafendraht verbunden sind. Die rechte Hand der Figur zeigt auf die Isolatorenglocke, während die Linke in die Ferne weist und damit, wie ihr Pendant, die Entfernung darstellt, die durch diese neue Technik überwunden werden kann.

#### Deutung
Auf für diese Zeit einzigartige Weise deuten die beiden Allegorien auf die Telegrafie und die Eisenbahn hin und verbinden hierbei die moderne Gegenwart der Industrialisierung mit der antiken Vergangenheit. Die beiden Tafeln zeigen zwei technische Errungenschaften, die fünfzehn Jahre später die Erfindung der modernen Kriegführung unter Graf von Moltke ermöglichten und damit zu den Erfolgen im Preußisch-Österreichischen Krieg, 1866 und im Deutsch-Französischen Krieg 1870/71 führten.